# Хумо
«Хумо» (тадж. Ҳумо, англ. Humo, юрид. ЗАО МДО Хумо) — микро депозитная организация «Хумо »— финансовый институт в Республике Таджикистан. Основана в 2005 году. За многие годы компания менялась и трансформировалась неоднократно. Сейчас «Хумо» — это финансовый институт с фокусом на инновации и FinTech.

## Деятельность
Основная деятельность заключается в предоставлении финансовых услуг сельскому населению, а также в содействии развитию малого и среднего бизнеса в бедных районах РТ. Хумо сотрудничает с крупнейшими мировыми финансовыми институтами, такими как: World Bank, IFC, EBRD, ABD и многими другими.

## История
- 1 ноября 2013 года Национальным банком Таджикистана Закрытое Акционерное Общество МДО «ХУМО» выдана лицензия для осуществления микрокредитной депозитной деятельности. День получения лицензии МДО вошёл в историю «Хумо» и стал значительным событием, знаменующим очередную ступень в стабильном росте и развитии компании. Ранее «Хумо» работала под брендом ООО Микро Кредитная Организация «Хумо и Партнёры», которая была создана в июне 2008 года. Учредителем организации выступил Микро Заёмный Фонд «Хумо», который является преемником микро кредитной программы CARE International в Таджикистане. С принятием в 2004 году закона РТ «О микрофинансировании», CARE Tajikistan трансформировала микрокредитную программу в местный общественный фонд, предоставляющую доступные финансовые услуги уязвимым и малоимущим слоям населения.
- В ноябре 2004 года в CARE Tajikistan был объявлен конкурс на лучший нейминг для создаваемой финансовой организации. По итогам конкурса было выбрано название — «Хумо». Деятельность компании прочно ассоциируется с мифическим символом — легендарной птицей Хумо. Хумо — волшебная птица, окрашенная в золотой цвет — символ солнца, возрождения и замысла. Согласно легенде, птица Хумо дарует счастье и удачу тем, над кем пролетает.
- В декабре 2004 года, МЗФ «ХУМО» был официально зарегистрирован в Министерстве Юстиции республики, что положило начало практической реализации планов фонда. Одной из первых микрофинансовых организаций Республики Таджикистан, получивших сертификат Национального Банка РТ, был именно МЗФ «ХУМО», что говорило о том, что Фонд отвечал всем требованиям законов республики и имел достаточно ресурсов для начала своей деятельности. Это произошло 15 марта 2005 года. Данный сертификат давал право на начало кредитной деятельности, а именно выдачу микрокредитов населению, не имеющего доступа к банковским услугам. Первый кредит был выдан 28 марта 2005 года кассиру кредитной группы «Таманно» Яванского района — Зоировой Рузигул, в размере 5700 сомони.
- В течение четырёх лет своей деятельности Микро Заёмный Фонд «Хумо» расширил свою рабочую зону и к ноябрю 2008 года обеспечивал доступ к микрофинансовым услугам малоимущему населению в 25 районах республики и городах Душанбе, Яван, Куляб и Курган-Тюбе. Вместе с тем, для роста организации необходимо привлекать инвестиции, что невозможно сделать в статусе общественного фонда. С этой целью было принято решение о создании новой организации «Хумо и Партнёры». После получения лицензии Национального Банка Таджикистана новой организацией 17 октября 2008 года, фонд передал основную часть своих активов и обязательств МКО "«Хумо и Партнёры» вместе со всеми клиентами и рабочей зоной.
- В 2019 году по итогам финансового аудита был присвоен рейтинг BBB+ итальянской MicroFinanza[6]

## Миссия
Миссией Организации является обеспечение доступа к широкому спектру банковских услуг населению и представителям микро, малого и агробизнеса, в целях содействия социальному и экономическому развитию Республики Таджикистан.